# Frederick Hanley Seares
Frederick Hanley Seares (17 de maio de 1873 — 20 de julho de 1964) foi um astrônomo estadunidense.